# أواد سلطان (بوعروس)
أواد سلطان هي إحدى مشيخات المملكة المغربية، تتبع جغرافيا لإقليم تاونات وإداريًا لبوعروس. يقدر عدد سكانها بـ 3052 نسمة حسب الإحصاء الرسمي للسكان والسكنى لسنة 2004.